# Ben Daglish
Ben Daglish (né le 31 juillet 1966 à Londres et mort le 1er octobre 2018) est un compositeur et musicien britannique. 

## Biographie
Ses parents ont déménagé à Sheffield quand Ben Daglish avait un an. Il est connu pour avoir créé dans les années 1980 de nombreuses bandes-son de jeux sur ordinateurs, dont des hits sur Commodore 64 comme The Last Ninja (avec Anthony Lees), Trap et Deflektor (en). Ben Daglish s'est associé à Tony Crowther, autre musicien sur C64 et programmeur prolifique, pour former W.E.M.U.S.I.C., acronyme de « WE Make Use of Sound In Computers ».
Ben Daglish vit dans le Derbyshire où il compose et joue dans un certain nombre de groupes britanniques, dont Loscoe State Opera. Il joue aussi régulièrement avec le violoniste Mark Knight et le groupe SID80s lors d'événements dédiés au retrogaming comme Back in Time Live ou Retrovision. Il a également joué avec le groupe de revival C64 Press Play on Tape (en) avec Rob Hubbard. C'est un fan de Ronnie Hazlehurst, compositeur prolifique pour la télévision britannique.

## Compositions

### Amstrad CPC
- Dark Fusion (1988 – Gremlin Graphics Software)
- Deflektor (1987 – Vortex Software)
- H.A.T.E. – Hostile All Terrain Encounter (1989 – Vortex Software)
- Mask (1987 – Gremlin Graphics Software)
- Mask II (1988 – Gremlin Graphics Software)
- Masters of the Universe (Les Maitres De L'Univers) (1987 – Gremlin Graphics Software)
- North Star (1988 – Gremlin Graphics Software)
- Skate Crazy (1988 – Gremlin Graphics Software)
- Supercars (1990 – Gremlin Graphics Software)
- Switchblade (1990 – Gremlin Graphics Software)
- Terramex Cosmic Relief : Prof. Renegade to the Rescue (1988 – Grandslam)
- The Real Stunt Experts (1989 – Alternative Software)
- Thing on a Spring (1986 – Gremlin Graphics Software)

### Commodore 64
- 720°
- The Last Ninja (avec Anthony Lees)
- Ark Pandora
- Alternative World Games
- Auf Wiedersehen Monty (avec Rob Hubbard)
- Biggles
- Bulldog
- Bombo
- Chubby Gristle
- Cobra (reprise du thème Skyline inutilisé dans la B.O. du film homonyme, de Sylvester Levay)
- Deathwish III (1987)
- Firelord (1986)
- Future Knight
- Gauntlet et Gauntlet II
- Hades Nebula
- Krakout
- Mask III – Venom Strikes Back
- Potty Pidgeon (« Marche funèbre » uniquement)
- SkateRock
- Terramex
- Trap

### Commodore Amiga
- Artura (1989)
- Chubby Gristle (1988)
- Deflektor (1988)
- Pac-Mania (1988, reprise des musiques du jeu d'arcade)
- Switchblade (1989)
- Corporation (1990)

### Sinclair ZX Spectrum
- Butcher Hill
- Dark Fusion
- Deflektor
- H.A.T.E. – Hostile All Terrain Encounter (1989)
- MASK III: Venom Strikes Back
- Masters of Universe
- Motor Massacre
- North Star
- Super Scramble Simulator
- Super Sports
- The Real Stunt Experts
- Wizard Wars
- Terramex